# Villa Medicea della Topaia

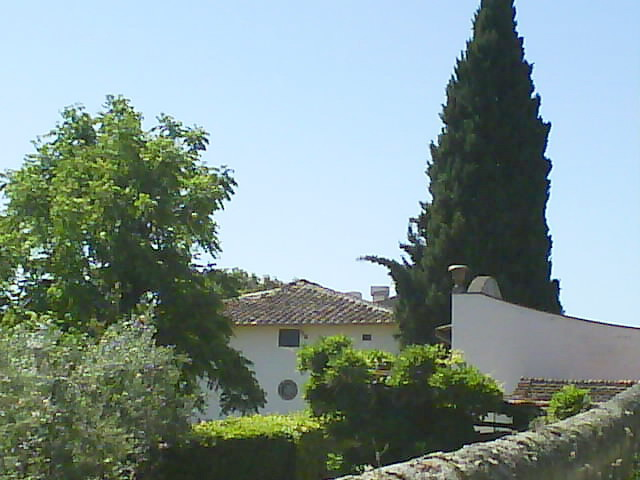
Aspecto da Villa Medicea della Topaia vista de leste.

A Villa Medicea della Topaia é um palácio italiano situado em Castello, entre Florença e Sesto Fiorentino, a breve distância da Villa Medicea di Castello e da Villa Medicea La Petraia, e representava sobretudo um pavilhão de caça no imenso parque entre as duas villas principais.
A villa foi edificada, sobre um preexistente edifício rústico, por Cosme I, antes de 1550. O próprio grão-duque concedeu o uso desta villa a dois eruditos, Scipione Ammirato e Benedetto Varchi, que aqui escreveram as Storie fiorentine ("histórias florentinas").
Pela descrição de Varchi veio a saber-se como esta villa era tão pequena em relação às outras propriedades, mas completa em todos os elementos de residência senhorial: com um amplo salão central, uma loggetta, uma capela, um mezzanino para o guarda-roupa e a criadagem, uma horta e um jardim com "pratello" (prado).
O nome da villa, não propriamente celebrativo, foi mudado pelos escritores para Cosmiana, em honra do seu mecenas.

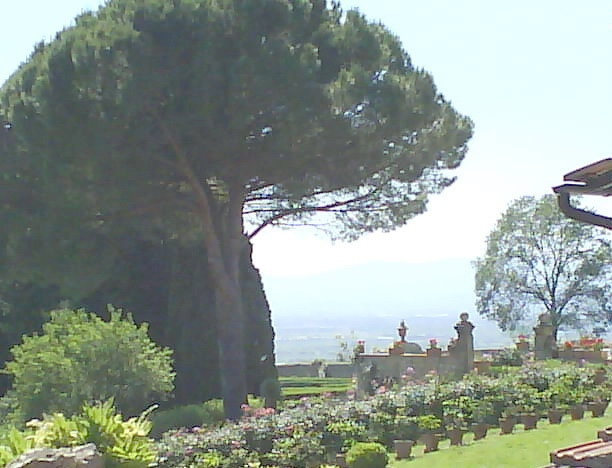
Vista parcial do parque da Villa Medicea della Topaia.

Foi usada como pousada até à época de Cosme III, o qual providenciou uma reestruturação geral do edifício, transformando-o num pavilhão de caça e de repouso, onde descansar durante as visitas às vinhas nas herdades de Castello e La Petraia. O grão-duque era apaixonado pelas ciências naturais, mandando instalar aqui uma espécie de jardim botânico, potenciado pelo número e variedade das espécies cultivadas, com o desejo de reunir "todo o tipo de frutos, de citrinos, de uvas e de flores que até agora se puderam encontrar, tanto naturais, como também extravagâncias e bizarros abortos da natureza". Portanto, um lugar também de capriccio segundo o gosto tipicamente barroco da época. No interior da villa mandou reproduzir, pelo pintor Bartolomeo Bimbi, a cópia em tamanho natural de tais plantas.
Também a loggetta central na fachada data deste período, decorada com molduras quadradas ("à serliana"), assim como a pequena gruta que serve de introdução ao nível superior do jardim.
Na primeira metade do século XIX, os Lorena dividiram o edifício em duas partes distintas; uma para uso da corte grão-ducal e a outra para uso da família dos colonos que trabalhavam e cuidavam da herdade.
Vítor Emanuel III, depois dos Saboia terem herdado todas as propriedades das casas reinantes dos antigos estados italianos, na sequência do Risorgimento, cedeu-a ao Estado Italiano em 1919.
Por sua vez, o governo destinou-a à Opera Nazionale Combattenti (Obra Nacional dos Combatentes), pela qual foi vendida novamente a privados, que a conservam em seu poder até hoje. A villa não é visitável pelo público.